# Battaglia di Nek
La battaglia di Nek fu un ridotto scontro avvenuto durante la prima guerra mondiale, durante la campagna dei Dardanelli. Il Nek è uno stretto tratto di una cresta poco lontano dall'ANZAC Cove, dove mesi prima erano sbarcati gli australiani e i neozelandesi. Il nome deriva dalla lingua afrikaans e significa passo di montagna. Esso collega le trincee dell'Anzac dalla cresta Russell's Top alla collinetta Baby 700, dove i turchi avevano le loro trincee. L'area del Nek si estende per un territorio di circa tre campi da tennis.
Il 7 agosto 1915, due reggimenti della 3ª Brigata dell'Australian Light Horse diedero il via ad un tragico e futile attacco alle trincee turche su Baby 700. La battaglia divenne nota come il macello di Godley.

## Preludio
Per tre mesi, sin dagli sbarchi del 25 aprile, le truppe rimasero in una situazione di stallo. In agosto iniziò un'offensiva con l'intento di rompere lo stallo catturando il colle Sari Bair, collegando le truppe dell'Anzac Cove con quelle sbarcate a Suvla. In aiuto all'attacco principale, vennero pianificati una serie di attacchi secondari più a sud.
L'attacco al Nek fu un attacco neozelandese le cui truppe provenivano dal Chunuk Bair, che fu catturato nella notte. L'Australian Light Horse durante l'attacco alla pianura Baby 700, attraversando il Nek, avrebbe dovuto scendere lungo il fianco che dava sulla Collina Corazzata, il rilievo più vicino al Baby 700.
La 3ª Brigata di Cavalleria Leggera, comandata dal colonnello F.G. Hughes, era composta dall'8º (Vittoriano), dal 9º (Vittoriano & Australia Meridionale) e dal 10º (Australia Occidentale) Reggimento di Cavalleria Leggera. Come gli altri reggimenti australiani e neozelandesi furono dispiegati sulla penisola di Gallipoli in maggio, come rinforzi di fanteria, quindi lasciando i cavalli in Egitto.

## Battaglia
L'attacco ebbe inizio alle 04:30 del 7 agosto, preceduto da un bombardamento navale. L'8º e il 10º Reggimento avanzò lungo un fronte di 80 metri con quattro ondate di 150 uomini ciascuna. La distanza che li separava dalle linee turche era di 27 metri. I soldati portarono con sé delle bandiere colorate per segnalare dalle trincee catturate l'eventuale successo.
La mattina del 7 era già chiaro che i prerequisiti per un attacco non vi erano. Il piano fu ideato dal colonnello Skeen che richiese un attacco simultaneo sul fianco di Baby 700, creando una manovra a tenaglia sulle trincee turche. Dato che l'avanzata neozelandese verso il Chunuk Bair fu fermata la mattina dell'8 agosto, il giorno seguente, non vi era più motivo di attaccare il Nek. Una parte del piano di Skeen richiedeva un attacco dal Steele's Post contro le trincee degli ufficiali tedeschi, da parte del 6º Battaglione della 2ª Brigata della 1ª Divisione di Fanteria australiana; l'attacco fallì. Le mitragliatrici turche situate sul terreno di fronte al Quinn's Post e al Nek non subirono pressoché alcuna perdita. Nonostante tutto il maggior generale sir Alexander Godley, comandante della Divisione congiunta australiana e neozelandese, a cui la 3ª Brigata di Cavalleria Leggera è aggregata, decise di procedere comunque con l'attacco.

### Prima ondata
A causa di una mancata sincronizzazione degli orologi degli ufficiali, il fuoco dell'artiglieria cessò alle 04:23, mentre l'attacco cominciò appena alle 04:30, all'ora stabilita. L'intervallo intercorso tra la fine del bombardamento e l'inizio dell'attacco diede il tempo ai turchi di prepararsi all'imminente attacco. La prima ondata di 150 uomini dell'8º Reggimento, guidati dal tenente colonnello A.H. White, fu accolta con un fuoco di mitragliatrici, ininterrotto per 30 secondi, che uccise gran parte dei soldati. Alcuni uomini riuscirono a raggiungere le trincee turche e alcune bandiere di segnalazione iniziarono a sventolare, ma la resistenza australiana fu ben presto soppressa.

### Seconda ondata
La seconda ondata, di altri 150 uomini, seguì due minuti dopo e il suo destino fu il medesimo dell'ondata precedente. La maggior parte degli uomini furono colpiti prima ancora di giungere a metà strada. Questa fu l'ultima tragedia del Nek: un attacco che non è stato annullato nonostante ne fosse chiara la futilità.

### Quinn's Post
Un attacco simultaneo, da parte del 2º Reggimento di Cavalleria Leggera (1ª Brigata di Cavalleria Leggera), dal Quinn's Post contro il sistema di trincee turche, chiamato La Scacchiera, fu abbandonato dopo che la prima ondata perse 49 su 50 uomini. In questo caso il comandante del reggimento non faceva parte dei 50 soldati e così decise di annullare l'assalto.

### Terza ondata
Il tenente colonnello N.M. Brazier, comandante del 10º Reggimento di Cavalleria Leggera, tentò di annullare la terza ondata. Non fu però in grado di trovare il colonnello Hughes e non riuscì a persuadere il comandante della brigata il colonnello John M. Antill, che credeva ciecamente ad un rapporto che indicava il posizionamento di alcune bandiere di segnalazione, dando ordine di procedere. La terza ondata andò incontro ad una fine rapida come le precedenti. Nell'assalto, molti uomini lanciarono se stessi fuori dalle trincee e cercarono di trovare riparo nel terreno devastato dagli scontri, scavando se necessario, adempiendo al loro dovere ma senza ambizione di andare incontro a morte certa, cercando di conquistare delle difese impenetrabili. Questo fu la causa di un basso numero di vittime nel 10º Reggimento rispetto ai precedenti. Infine, Hughes ordinò di richiamare indietro i soldati, ma l'ordine non fu ricevuto da un ufficiale nell'area destra delle trincee nemiche e ciò comportò un numero di vittime che va dai 75 agli 80 uomini, colpiti in meno di un minuto. Alle 04:45, la cresta era coperta di cadaveri e di feriti australiani, molti dei quali rimasero lì per il resto della campagna.

## Conseguenze
Un'ulteriore conseguenza del fallito richiamo dell'attacco al Nek fu che un'avanzata di due compagnie dei Fucilieri Reali ebbe inizio dalla cima della Valle Monash, tra il Russell's Top e la Pope's Hill, contro la scacchiera. 65 uomini rimasero vittima del nemico prima che l'attacco fosse annullato.
Le vittime australiane della 3ª Brigata di Cavalleria Leggera furono 372: 234 dall'8º Reggimento, di cui 154 uccisi, 138 dal 10º Reggimento, di cui 80 uccisi. Le perdite turche furono trascurabili, anche se vi sono ufficialmente almeno 8 morti tra le file ottomane. Il Cimitero del Nek è situato su gran parte dell'allora terra di nessuno e vi sono sepolti 316 australiani, molti dei quali caduti il 7 agosto, di cui solo cinque poterono essere identificati, dato che furono sepolti a guerra conclusa (nel 1919).

## Curiosità
La battaglia viene rappresentata nel film di Peter Weir Gli anni spezzati del 1981, nel quale viene rappresentato un immaginario diversivo per ridurre l'opposizione turca allo sbarco a Suvla. Al film prese parte un giovane Mel Gibson, in uno dei suoi primi film come protagonista.